# FiraTàrrega

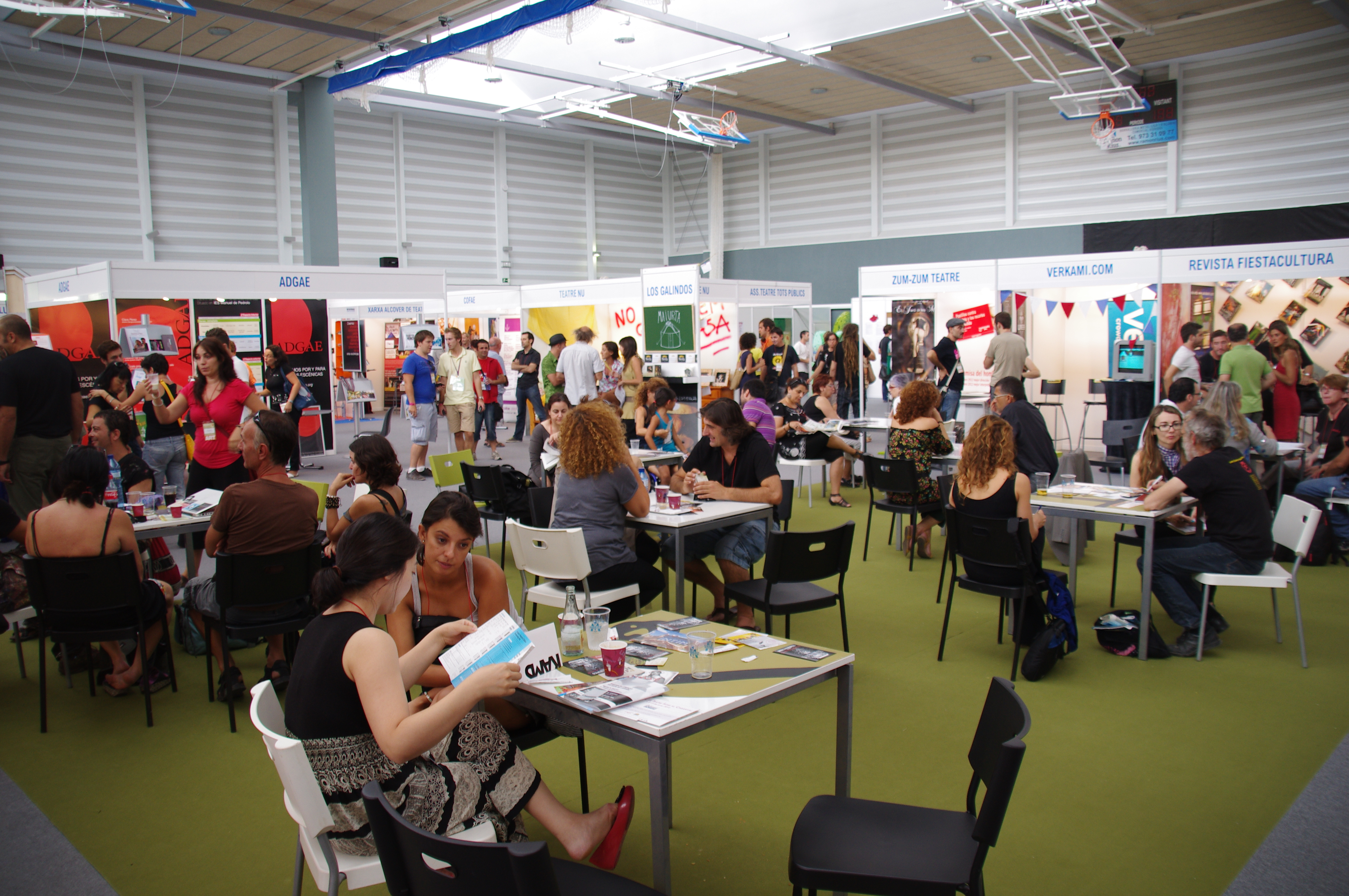
Panoràmica de l'espai professional de La Llotja a FiraTàrrega 2012

FiraTàrrega, abans Fira de Teatre al Carrer de Tàrrega o Fira del Teatre de Tàrrega, és el mercat internacional de les arts escèniques més important, amb més trajectòria de l'Estat espanyol i un dels més rellevants d'Europa. Té lloc cada any el segon cap de setmana del mes de setembre a la ciutat urgellenca de Tàrrega.
Actualment, la Fira és un aparador de l'actualitat escènica, amb interès especial en les arts de carrer, en els espectacles visuals i els no-convencionals. En tant que punt de trobada i de debat de referència internacional, el seu objectiu principal és la potenciació del mercat de les arts escèniques, obrint la porta a la internacionalització de les companyies catalanes. Altres objectius més específics són la promoció de la creació entre artistes emergents, l'impuls de la formació centrada en la creació artística i la gestió de la cultura i la creació d'aliances estratègiques per desenvolupar circuits o produccions transnacionals d'arts de carrer.
L'estructura organitzativa de FiraTàrrega està emparada per un Consell d'Administració del qual formen part l'Ajuntament de Tàrrega, la Diputació de Lleida, la Generalitat de Catalunya i el Ministerio de Cultura.
La Fira fou fundada l'any 1981 per l'Ajuntament de Tàrrega i impulsada pel grup Comediants de Canet de Mar. L'any 2006 l'Ajuntament de Tàrrega va retre homenatge a Comediants dedicant-los una plaça al centre històric.

## Història
La Fira del Teatre Trifulques i Xim-Xim al Carrer va néixer l'any 1981, gràcies a la iniciativa del llavors alcalde de Tàrrega, Eugeni Nadal, i fruit d'una confluència d'idees: convertir la Festa Major de la ciutat en una gran festa; animar la gent a participar i implicar-s'hi i posar l'urbanisme de la ciutat al servei d'un projecte cultural, en aquest cas el teatre. Per tirar endavant aquest projecte, Nadal comptà, des del primer moment, amb la complicitat de Xavier Fàbregas, cap del Servei de Cinematografia i Teatre de la Generalitat de Catalunya i de Joan Font, director de Comediants.
En aquell moment històric, una sèrie de factors van contribuir a fer realitat aquest projecte inicial:
- Políticament, la reinstauració dels ajuntaments democràtics després de les primeres eleccions municipals, va impulsar les festes populars i recuperava el carrer com un espai físic d'encontre i de manifestació col·lectiva.
- En l'àmbit cultural, apareixen a Catalunya companyies de teatre i grups musicals que potencien aquesta idea. És el cas de Comediants, fundada el 1978, Vol Ras el 1980, La Vella Dixieland o El Tricicle. A principi dels 80 també es creen La Fura dels Baus, La Cubana, etc.
- Geogràficament, Tàrrega és una ciutat propera a les grans urbs però suficientment allunyada com per a fer-hi una estada més o menys perllongada.
- El calendari també era un element a tenir en compte per organitzar la Fira. El fet de coincidir amb el final de l'estiu i el darrer cap de setmana abans d'iniciar el curs escolar, afavoria l'assistència de públic.
- Finalment, l'urbanisme medieval de la ciutat permetia donar un marc incomparable als espais d'actuació, centralitzava els espectacles al barri antic i concentrava el públic, fent-lo protagonista de l'esdeveniment.

### Evolució
La festa popular que fou en els seus inicis la Fira de Teatre evoluciona i es professionalitza progressivament fins a esdevenir un fenomen sociocultural amb particularitats úniques. Amb els anys, la ciutat és reconeguda arreu per la seva cita teatral i el model pioner de la Fira és adaptat i importat en diverses ciutats de l'Estat espanyol.
Hi ha tres elements que marquen la personalitat de la Fira de Teatre al Carrer de Tàrrega: 
- el caràcter festiu i popular
- el concepte de mostra d'espectacles on diferents companyies presenten les seves propostes escèniques
- el concepte de fira, és a dir, de mercat on els agents de les arts escèniques poden comprar i vendre els espectacles que es programaran durant la propera temporada en els principals teatres i festivals.

Amb els anys, cada un d'aquests aspectes té un predomini diferent i marca diverses etapes de la seva evolució.

### Els inicis: 1981-1984

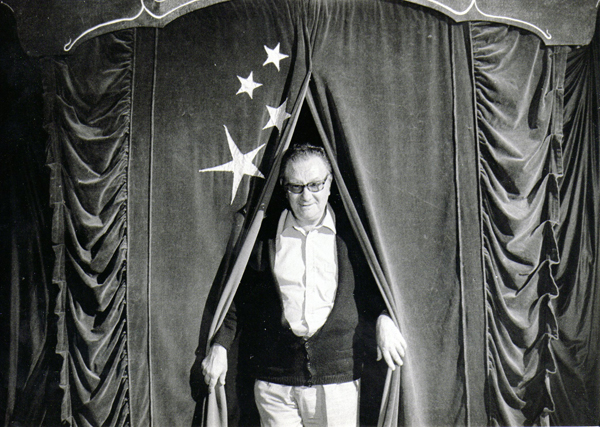
Joan Brossa a la Fira de Tàrrega de 1983.

Sota la direcció artística de Comediants, la Fira és sobretot una gran festa popular al carrer que combina teatre, animació, música i cultura tradicional. L'espontaneïtat, la improvisació i el voluntarisme del públic i de la mateixa organització són elements que afegeixen dinamisme a la festa. Les companyies i grups emprenen la seva participació en la Fira amb un gran entusiasme.
El 1984 Comediants deixen la direcció artística de la Fira i es perfilen ja per primer cop alguns elements claus per al seu desenvolupament futur: és el primer any que es configura un equip d'organització; per primer cop hi ha espectacles en espais tancats de pagament i s'inicia la Fira d'Artesania, com una oferta paral·lela per al públic assistent

### Consolidació: 1985-1990
El 1985 es constitueix el Patronat Fundació Pública Municipal Fira de Teatre al Carrer, fet que dona una nova dimensió i permet una primera estructuració organitzativa. També en aquest any es conviden els primers programadors i Comediants deixa la direcció de la Fira a mans d'un professional, tot i que la resta de l'organització continua essent voluntària.
Durant aquests anys la vessant més important de la Fira és la de festival o mostra d'espectacles, tot i que continua essent una gran festa popular, a més de desenvolupar progressivament la faceta de mercat de les arts escèniques.
La sisena edició representa el primer canvi estratègic pel que fa a l'organització. L'equip directiu es professionalitza totalment i s'incorpora la figura del gerent. La Fira és una entitat autònoma separada de la Festa Major que la va veure néixer, situació que seguirà fins a la desena edició. En aquest període, el Patronat aposta per dues directrius: Concentració d'espectacles que puguin interessar els programadors i espectacles festius que puguin captar el màxim de públic 

### Expansió: 1991- 1998
L'11a edició marca un punt d'inflexió i un canvi en els plantejaments teòrics de la Fira. Es produeix un relleu en l'Equip Directiu que manifesta una clara voluntat d'especialitzar i transformar la Fira, estructurada ara en Direcció Artística i Direcció Tècnica-Gerència.
Sense abandonar la idea de festa popular al carrer, la Fira s'orienta cada cop més cap al seu vessant de mercat d'espectacles i defineix clarament la seva personalitat. La Fira comença a ser present en tots els festivals i en les grans cites teatrals, principalment europees, on es capta l'interès dels programadors d'arreu del món per visitar la Fira de Teatre. Es crea La Llotja, punt de trobada, espai de contractació, d'intercanvi entre professionals i marc idoni per al debat i la posada en comú d'aspectes teòrics. Tàrrega esdevé una cita obligada per als programadors d'arreu del món. Un altre aspecte definitori és que s'abandona la programació d'espectacles musicals amb la qual cosa es pretén també iniciar un procés d'especialització del públic.
Al llarg d'aquesta etapa se succeeixen una sèrie d'iniciatives que pretenen expandir i dinamitzar el certamen així com buscar instruments perquè Tàrrega esdevingui una plataforma de projecció per a les companyies participants i un veritable centre de difusió de les arts escèniques contemporànies. Així s'incrementa notablement el nombre de companyies participants, es crea la "Col·lecció de La Llotja" per publicar textos d'interès sobre la gestió de les arts escèniques, es posa en marxa la Mostra Europea de Teatre de Carrer, l'espai Prosceni per a la promoció de nous artistes, la programació Off i els circuits Setembre és Carrer i Projecte Alcover, s'organitzen les Jornades Professionals d'Intercanvi Artístic, s'edita L'Èxit amb informació detallada sobre els espectacles programats... Algunes d'aquestes iniciatives no van tenir continuïtat; d'altres amb els anys han anat evolucionant.
Aquest període es caracteritza per un creixement pressupostari important, basat en bona part en la generació i explotació de recursos més enllà de les aportacions públiques (captació de patrocinadors privats, ocupació de via pública, taquillatge...).

### Racionalització: 1999- 2006
A partir de 1999 la Fira inicia un procés de difusió important a l'Estat espanyol, especialment entre la professió teatral, i es fa present a la resta de fires de teatre i festivals d'arts escèniques que es duen a terme al llarg de l'any. A la Fira li és reconegut el seu paper pioner i la seva gran experiència organitzativa i es constitueix com un referent primordial per a la resta de fires de teatre de l'Estat espanyol. La Fira entra a formar part del col·lectiu de la Coordinadora de Ferias del Estado Español. Tot aquest procés de difusió a l'Estat espanyol culmina l'any 2001 amb l'entrada del Ministerio de Cultura (Instituto Nacional de las Artes Escénicas y de la Música) al Patronat de la Fira de Teatre.
La Fira es redimensiona i s'inicia un procés de racionalització, tant en nombre de companyies i espais d'actuació com en altres aspectes. L'any 2000, per encàrrec del Patronat, la Universitat de Lleida realitza un estudi sobre l'impacte econòmic i anàlisi de públic de la Fira. Les dades d'aquest treball indiquen que el certamen suposa un impacte econòmic per la ciutat i les comarques properes de més de 3 milions d'euros l'any. Alhora, l'estudi indica que l'edat mitjana de l'assistent a la Fira és d'uns 30 anys i arriba, sobretot, de dues zones geogràfiques: des de Barcelona i la seva àrea metropolitana, i des de les comarques properes a Tàrrega. El 2004 es repeteix aquest estudi amb resultats similars que confirmen la Fira com un veritable motor socioeconòmic.
A partir del 2003, es posa un èmfasi especial en la presència de propostes escèniques que utilitzen llenguatges visuals i universals, justificat per l'increment notable dels programadors procedents tant de l'Estat espanyol com de la resta del món i, en conseqüència, per la necessitat de presentar espectacles en els quals l'idioma no sigui una barrera per a la seva exportació. A la vegada, La Llotja es converteix en un dels nuclis principals de la Fira i cada cop va guanyant més superfície i se la dota amb més serveis a causa de l'increment d'expositors i de contactes entre professionals que s'hi realitzen.
El 2005 es compleixen 25 anys de la Fira de Teatre. En el marc d'aquesta edició, a banda de la programació habitual, es van organitzar una sèrie d'actes commemoratius, amb l'objectiu de fer un reconeixement a totes les persones i entitats que van fer possible el naixement i la consolidació del certamen. Diverses exposicions i l'edició d'un llibre de retrospectiva històrica van servir per recuperar la memòria dels 25 anys. La Fira de Teatre va arribar a la seva 25a edició reconeguda com un dels mercats internacionals de les arts escèniques més dinàmics d'Europa i sens dubte el més transcendent d'Espanya.

### Internacionalització: 2007 - 2010
El 2007 la Fira emprèn un procés profund de redefinició i es marca com a directrius principals, en primer lloc, reforçar el seu posicionament en l'àmbit internacional per tal d'esdevenir un espai professional de referència i exercir lideratge en el sector de les arts escèniques; en segon lloc, i en el terreny artístic, es planteja generar una oferta atractiva i qualificada perquè els professionals que programen continuïn interessant-se per Tàrrega, singularitzant la seva oferta i definint la seva personalitat. En aquest sentit, el propòsit és fer una gran incidència en la creativitat, recuperar a la programació les companyies que tenen l'espai públic com a referent principal per a les seves creacions i reforçar el paper dinamitzador que la Fira pot exercir en la producció de nous espectacles i en el sector de les arts escèniques. Tot plegat s'intenta reflectir aquest mateix any 2007 amb una nova imatge gràfica corporativa que inclou la nova marca FiraTàrrega i l'eslògan complementari territori creatiu.
És en aquest període que es vehiculen diversos ajuts a noves produccions a través de les línies de crèdit de l'Institut Català de les Indústries Culturals (ICIC). El 2007 es materialitza la primera Residència Creativa amb la Cia. Deambulants (que inaugura el certamen d'aquell any) amb una estada de tres setmanes a la ciutat que permet a la companyia finalitzar el procés de producció de l'espectacle. També en aquest any es posen en marxa els Espais d'Empresa, on les empreses distribuïdores privades poden mostrar els seus catàlegs d'espectacles. El 2008 s'inicien els Laboratoris de Creació (primera edició amb la Reial Cia. de Teatre de Catalunya) que afavoreixen la producció de nous espectacles, sobretot de carrer, i que compten amb tot el suport logístic, tècnic i de difusió de la Fira.
L'activitat de la Fira s'orienta d'una manera cada vegada més clara cap al sector professional, sense menystenir evidentment la part ludicocultural que suposen per als milers d'espectadors els quatre dies del certamen. El 2007 es posa en marxa el Club dels Professionals, un nou espai de trobada informal per als professionals acreditats durant els dies de la Fira. La maquinària de la Fira treballa al llarg de tot l'any per a les companyies i per als professionals programadors i té un clara vocació de liderar projectes en l'àmbit internacional. Fruit d'això és, per exemple, l'acord d'intercanvi el 2008 amb el British Council per donar a conèixer les arts de carrer britàniques (Getting on the map) a la península i per projectar artistes catalans en aquell país; o la realització aquest mateix 2008 del projecte transfronterer Meridians, liderat per la Fira i en el qual participen 7 altres festivals europeus. Es tracta d'una xarxa que té l'objectiu de materialitzar la producció conjunta de tres espectacles i l'exhibició en els diferents festivals que hi participen. El projecte compta amb una subvenció de la Unió Europea dins el marc de Cultura 2000. El 2009 la Fira organitza, conjuntament amb l'ICIC, les I Jornades Tècniques d'Arts de Carrer i de Circ, de caràcter formatiu i adreçades a les companyies i professionals del sector. Així mateix, aquest any s'estableix un acord d'intercanvi amb el govern del Québec que suposa, entre altres coses, la presència d'una comitiva de professionals d'aquella regió a Tàrrega.
També és en aquest període que FiraTàrrega intensifica la seva acció per millorar les condicions en les quals es realitzen els espectacles en els diferents espais d'actuació, tant en el terreny tècnic com de les condicions de comoditat per als espectadors. D'altra banda s'aprofundeix l'estratègia d'expandir els espais d'actuació fora del nucli urbà. El 2007 es programa per primer cop un espectacle fora de la ciutat, concretament al nucli agregat de la Figuerosa. El 2008 aquesta experiència s'amplia, amb un espectacle al Talladell i un espectacle en una carretera local als afores de la ciutat. El 2009 es programa un conjunt d'espectacles singulars al turó de sant Eloi, un espai natural que no s'havia utilitzat mai abans.

### Suport a la Creació: 2011 – actualitat
A partir de 2011, recollint i aprofundint les principals línies d'actuació dels anys precedents i amb la voluntat explícita d'oferir un veritable servei públic integral i de qualitat als professionals del sector, s'estructura un nou projecte artístic i de gestió que descansa sobre tres pilars bàsics: l'exhibició, la producció i la formació.
Pel que fa a l'exhibició, es vol donar continuïtat al llarg recorregut de FiraTàrrega com a mercat internacional de les arts escèniques, fent especial incidència en les arts de carrer i en les propostes no-convencionals i deixant espai al treball dels creadors emergents, per confegir una oferta d'espectacles que sigui capaç d'atreure l'interès del públic però també dels centenars de professionals nacionals i internacionals que s'acrediten en cada edició de la Fira. Al mateix temps, FiraTàrrega segueix treballant de manera intensa en la generació de nous mercats i circuits d'exhibició, principalment internacionals, per als artistes que programa. Sovint l'estratègia passa la creació de focus internacionals en cada una de les edicions de la Fira, com ara la Vitrina Iberoamericana (2011) i el Focus Nòrdic (2012) que van comportar la presència a Tàrrega de delegacions de professionals d'aquelles procedències.
En termes de producció, el 2011 es posa en marxa el programa de Suport a la Creació que vol aglutinar sota el mateix paraigua conceptual els Laboratoris de Creació, les residències artístiques i tota l'acció relacionada amb les coproduccions transnacionals, oferint les infraestructures i els serveis de la Fira als creadors que tenen la voluntat de treballar en l'espai públic. En aquesta etapa tenen continuïtat alguns dels projectes de coproducció que, com el de Meridians, es van iniciar en el període anterior. També es propicien experiències de coproducció directament amb centres de creació o festivals que deriven en la gestació d'espectacles com ara Gravity, amb el Greenwich & Dockland londinenc (2011) i Bring the ice, amb el centre circense suec Subtopia(2012).
La formació és una de les novetats importants d'aquest període, en què s'ofereixen diversos cursos i tallers, molts d'ells vinculats a les companyies que participen en el programa de Suport a la creació i que estan adreçats a artistes i sovint també a tota la ciutadania. Però el punt culminant d'aquesta línia d'acció de la Fira és l'organització, conjuntament amb la Universitat de Lleida, del Màster de Creació en Arts de Carrer, la primera edició del qual s'inicia el gener de 2013 amb 8 alumnes i una trentena de professors.
Aquesta experiència pionera en l'àmbit europeu ofereix formació universitària de tercer grau de cara a la professionalització dels artistes en l'especialitat de les arts de carrer. De forma subsidiària s'ofereixen cursos d'especialització universitària vinculats a alguns dels mòduls d'aquest Màster.
En l'àmbit professional, la Fira organitza, lidera o té presència en diversos projectes orientats sobretot a la internacionalització d'artistes i professionals i també per reforçar el paper com a plataforma per al debat sectorial. Destaquen el projecte europeu Carrer (Euroregió Pirineus - Mediterrània) al voltant d'arts de carrer i arts en l'espai públic (2014); l'intercanvi d'artistes amb el festival londinenc Greenwich & Docklands (2014); el Fresh Street #1 (2015), el primer seminari europeu per al Desenvolupament de les Arts de Carrer, organitzat conjuntament amb Circostrada; el projecte Circus Arts and Street Arts Circuit - CASA (2016), programa europeu de cooperació entre professionals del circ contemporani i de les arts de carrer; el Projecte Radar ACE/PICE (2017) per captar gestors culturals, directors, líders d'opinió i creadors de tendència de diversos festivals internacionals; el Focus FiraTàrrega al festival xilè Santiago Off (2018-19).
En el terreny artístic i de mercat, FiraTàrrega consolida un relat molt vinculat a les arts de carrer, a les creacions visuals i a la no-convencionalitat escènica. Els darrers tres anys d'aquesta etapa se centren temàticament i artísticament al voltant de tres dels trets definitoris de les arts de carrer: la interculturalitat (2016), la participació (2017) i l'espai públic (2018). Pel que fa a xarxes, destaca l'impuls i el lideratge inicial de la Plataforma Arts de Carrer (2015) que agrupa els festivals catalans que tenen una programació caracteritzada per la presència d'espectacles a l'espai públic. En el terreny comunicactiu es treballa per millorar l'accessibilitat a la programació artística. S'impulsa i es dinamitza la presència de la Fira a les xarxes socials i es generen (2013) els "Itineraris artístics recomanats" que volen ser una guia perquè cada tipologia de públic pugui trobar fàcilment els espectacles del seu interès. Així mateix es consoliden mecanismes d'avaluació de l'impacte de la Fira entre els seus públics: l'Enquesta de Contractació de companyies per una banda i l'Enquesta de Satisfacció de Públic, Professionals i Artistes, per una altra. El 2011 es fa la darrera edició del Premi San Miguel al Millor Espectacle per votació popular. Aquest mateix any, però, s'institueix el Premi Ramon Roca Boncompte a Estudis de Gestió Cultural que té la seva darrera edició el 2015. El 2012, coincidint amb l'entrada d'un nou patrocinador, es convoca la primera edició del Premi Moritz ala millor estrena d'arts de carrer, votada pels professionals acreditats.
El 2020, a causa de la pandèmia de la COVID-19 es va transformar en un festival essencialment virtual.

## Cronologia organitzativa
- 1981 — Alcalde: Eugeni Nadal, Direcció artística: Comediants
- 1984 — Coordinador grups: Juli Ochoa
- 1985 — Constitució del Patronat de la Fira. President: Eugeni Nadal Director: Llorenç Corbella
- 1986 — Gerent: Pau Llacuna, Programació: José M. Ávila
- 1987 — President del Patronat: Joan Amézaga, Programació: Francesc Rosell
- 1991 — President del Patronat: Frederic Gené, Director tècnic - Gerent: Manel Montañés, Director artístic: Frederic Roda
- 1996 — Director artístic: Ramon Simó i Vinyes, Director de Promoció: Toni Gonzàlez
- 1998 — Gerent: Pau Llacuna
- 1999 — Director artístic: Joan Anguera
- 2003 — Director artístic: Llorenç Corbella, President del Patronat: Joan Amézaga
- 2007 — Director artístic: Jordi Colominas
- 2011 — Presidenta del Consell d'Administració: Rosa M. Perelló, Director executiu: Pau Llacuna i Ortínez, Director artístic: Jordi Duran i Roldós
- 2012 — Director executiu: Oriol Martí i Sambola
- 2019 — Director executiu: Lau Delgado Vilanova i Directora artística: Anna Giribet Argilès

## Premis i reconeixements
- 1983 — Premi Plaça Major concedit per la Comissió d'Ensenyament de la Diputació de Barcelona i l'Escola Superior de Tècnics d'Animació Sociocultural i Turística.
- 1983 — Diploma Turístic de Catalunya, atorgat pel Departament de Comerç, Consum i Turisme de la Generalitat de Catalunya, en reconeixement de la destacada contribució de la Fira al foment del turisme a Catalunya.
- 1983 — Premi Nacional d'Activitats Teatrals, atorgat per la Generalitat de Catalunya i la Diputació de Barcelona, per l'activitat teatral desenvolupada en la temporada 1982-83.
- 1984 — Premi Extraordinari, concedit per la Diputació de Lleida i compartit amb la Fira de l'Escultura al Carrer.
- 1999 — Premi a la Promoció atorgat pel Patronat de Turisme de la Diputació de Lleida.
- 2000 — Premi Esma, concedit per l'Escola de Turisme Esma de la Universitat de Girona a la Fira de Teatre de Tàrrega, per la seva organització altament professional, per l'interès social en la promoció d'una destinació i per la dinamització d'altres sectors i professions.
- 2000 — Premi Cambra, concedit per la Cambra Oficial de Comerç i Indústria de Tàrrega.
- 2002 — Premi a la millor pàgina web de les fires de Catalunya, concedit pel Departament de Treball, Comerç, Consum i Turisme de la Generalitat de Catalunya i la Federació de Fires de Catalunya.
- 2003 — Premi Àngel de Bronze de la Comunicació a Catalunya. Premi Especial del Jurat, concedit per l'Escola Superior de Relacions Públiques de la Universitat de Girona i el diari El Punt, per ser el mercat internacional de les arts escèniques més important del sud d'Europa.
- 2004 — Premio Zapatilla de Artez, concedit per la revista d'arts escèniques ARTEZ al Servei de Premsa de la Fira de Teatre, per "la seva eficàcia, disposició i facilitat per a la comunicació" en l'edició de 2003.
- 2005 — Distinció "Gran Persona de Lleida", concedida per l'Associació dels Armats de Lleida.
- 2005 — Premio Umore Azoka, concedit per la Feria de Artistas Callejeros del Humor, de Leioa (Euskadi), per la trajectòria de 25 anys de la Fira de Teatre.
- 2005 — Premi Culturàlia, concedit pel Centre de Cultura de Tàrrega a la millor tasca de promoció cultural i ciutadana.
- 2008 — Premi Abacus, concedit per la Cooperativa Abacus a la trajectòria de la Fira en favor de la cultura.
- 2011 — Laus de Bronze a la imatge de FiraTàrrega 2010, obra de l'estudi Miquel Puig.
- 2011 — Premi Junceda d'il·lustració a la imatge de FiraTàrrega 2010, obra de l'estudi Miquel Puig.
- 2011 — Premi SIES TV al millor espot de televisió de comunicació cultural 2010 (Producció: Benecé).
- 2012 — Premi SIES TV al millor espot de televisió de comunicació cultural 2011 (Producció: Benecé).
- 2012 — Premi Funde a l'Activitat Artística o Cultural més destacada.
- 2013 — Premi Continuarà de TVE a la direcció artística de FiraTàrrega
- 2014 — Premi Francesc Candel de la Fundació Lluís Carulla a l'espectacle Close en-counters of the different kind produït per FiraTàrrega I l'Oficina d'Acció Social i Ciutadania de Tàrrega (OASIC)
- 2015 — Premi Junceda d'il·lustració a la imatge de FiraTàrrega 2014, obra del dissenyador Marc Vicens.
- 2018 — Premi Aster de Comunicació Empresarial de l'Escola de Negocis ESIC, per defensar la cultura teatral amb una comunicació innovadora.

## Xarxes
FiraTàrrega forma part de diverses xarxes nacionals i internacionals relacionades amb les arts escèniques i amb les arts de carrer
- Circostrada: xarxa europea que treballa per al desenvolupament del circ i les arts de carrer.
- In-Situ: plataforma europea per a la creació artística a l'espai públic.
- COFAE (organització integrada a IETM): associació que aglutina les fires d'arts escèniques més importants de l'Estat espanyol.
- Plataforma d'Arts de Carrer: agrupa festivals, fires i mostres de Catalunya que tenen les arts de carrer com a principal eix conductor de la seva programació.
- Xarxa Alcover: associació que promou la circulació d'espectacles escènics en llengua catalana.